# Mistrzostwa Świata w Lotach Narciarskich 2028
Ten artykuł dotyczy przyszłego wydarzenia sportowego. Informacje w nim zawarte zmienią się w przyszłości.
Mistrzostwa Świata w Lotach Narciarskich 2028 – 30. edycja mistrzostw świata w lotach narciarskich, które odbędą się w 2028 roku na Letalnicy w słoweńskiej Planicy.
Będą to ósme w historii zawody tej rangi rozgrywane w tej miejscowości. Poprzednie przeprowadzono w 1972, 1979, 1985, 1994, 2004, 2010 i 2020 roku.
Decyzję o wyborze Planicy na gospodarza Mistrzostw Świata w Lotach Narciarskich 2028 ogłoszono 4 czerwca 2024 na Kongresie FIS w Reykjavíku. Słoweńcy byli jedynym kandydatem do organizacji tych zawodów.